# Jimmy Rave
James Guffey (Atlanta, 8 dicembre 1982 – Filadelfia, 12 dicembre 2021) è stato un wrestler statunitense.
Nel mondo del wrestling è conosciuto con il ring name Jimmy Rave ed ha combattuto nella Total Nonstop Action Wrestling, Ring of Honor, Ring Ka King e nella Rampage Pro Wrestling dove è stato il capitano della stable Jimmy Rave Approved.
Il 28 novembre 2020 annuncia il ritiro a causa dell'amputazione del braccio sinistro, in seguito all'aggravarsi di un'infezione.
Guffey è morto dopo una doppia amputazione della gamba a causa di un'infezione da MRSA all'età di 39 anni a Filadelfia il 12 dicembre 2021.

## Titoli e riconoscimenti
- Combat Zone Wrestling
  - CZW Iron Man Championship (1)
- Full Impact Pro
  - FIP Tag Team Championship (1) - con Fast Eddie Vegas
- Hardkore Championship Wrestling
  - HCW Hardcore Championship (1)
  - HCW Tag Team Championship (1 - con Darin Childs)
- NWA Wildside
  - NWA Wildside Junior Heavyweight Championship (2)
  - NWA World Junior Heavyweight Championship (2)
- Ring of Honor
  - Trios Tournament (2006) - con Alex Shelley e Abyss